# URAHARA
《URAHARA》（日语：／）是日本動畫公司白組與EMT Squared共同製作的電視動畫，2017年10月至12月在TOKYO MX、AbemaTV及BS富士首播。動畫的原作是2015年5月起於Crunchyroll連載的插圖小說"PARK Harajuku: Crisis Team！"，該小說是Crunchyroll和位於東京原宿的零售商店PARK共同推出的企劃。

## 故事簡介
原宿是集文化、時尚、可愛於一身的街道。理都、麻里、琴子三位女高中生，在這條街道上開設了名為“PARK”的期間限定商店。
某天，宇宙人來到地球，將人類創造的文化奪走了，為了守護最喜歡的原宿，三名女生挺身而出。

## 登場人物
須藤理都（聲：春奈露娜）
喜歡的時尚風格：街頭風。
有著照顧他人的溫柔性格。不擅長表達自己的感情，會將各種想法畫出來。
喜歡把想畫的東西自由地畫出來。十分珍重麻里和琴子，感覺三人創造的PARK如同自己的家一般。
白子麻里（聲：上坂菫）
喜歡的時尚風格：蘿莉塔風。
目標為女演員的時尚從業者。諷刺家，十分強調自己的主張。
另一方面，也是個容易受感動愛流淚的人。感情表現豐富。
因為不怕生，無論什麼客人都能以笑容來接待。擅長製作洋服，曾在三人之中提出企劃。
綿紬琴子（聲：石見舞菜香）
喜歡的時尚風格：學院風。
有著熱衷於甜食的研究者氣質。
知識豐富，從食譜開發到機器發明樣樣精通。
一旦沉迷就看不見周圍的類型，說話常常喋喋不休。
非常喜歡願意和這樣的自己在一起的理都和麻里。
丸野美沙（聲：天野心愛）
乘坐SCOOPERS的逃脫飛船出現在原宿的不可思議的少女。
非常喜歡原宿的可愛的東西，她那如糖果般閃亮的笑容十分迷人。
蝦香（聲：松本保典）
會說話的炸蝦，美沙的寵物。
紗由美（聲：飯田里穗）
可麗餅店姐姐。像可麗餅般溫柔地圍住三人。
DJ青山（聲：REINA SCULLY）
白子（聲：伊達朱里紗、森永千才、吉田有里）

## 電視動畫

### 製作人員
- 原作：『PARK：HARAJUKU Crisis Team！』
- 原案：Patrick Macias（英语：Patrick Macias）（Crunchyroll）[3]
- 人物原案：田中麥（PARK）[3]
- 導演、動畫人物原案、藝術總監：久保亞美香[3]
- 演出主任：荒川真嗣[3]
- 劇本統籌：高橋奈津子[3]
- 人物設定、總作畫監督：藤田麻里子（日语：藤田まり子）[3]
- 機械設定、機械作畫監督：山田高裕[3]
- 標題設計：NC帝國
- 道具設計、圖形監修：益田健治
- 美術監督：李書九
- 攝影監督：設樂希、鹽川智幸
- 色彩設計：松山愛子
- 剪輯：新見元希
- 音響監督：本山哲（日语：本山哲 (音響監督)）[3]
- 音樂：岩崎文紀（日语：岩崎文紀）[3]
- 音樂製作人：野崎圭一（日语：野崎圭一）[3]
- 音樂製作：DOG ON BEAT
- 製作人：杉多久磨、茂田美穗、榮龍太朗
- 動畫製作人：宮本秀晃
- 動畫製作：白組×EMT Squared[3]
- 製作：URAHARA製作委員會（Crunchyroll SC Anime-fund、VAP）

### 主題曲
片頭曲
主唱：上坂堇，作詞、作曲：ORESAMA，編曲：小島英也
片尾曲
主唱：春奈露娜，作詞：春奈露娜、Saku，作曲、編曲：Saku

### 各話列表
| 話數   | 日文標題 | 中文標題   | 劇本                  | 分鏡       | 演出       | 作畫監督                                                                        | 片尾插畫       |
| ------ | -------- | ---------- | --------------------- | ---------- | ---------- | ------------------------------------------------------------------------------- | -------------- |
| 第1話  |          | 甜甜圈危機 | 高橋奈津子            | 荒川真嗣   | 鈴木孝聰   | 川上遙、松下純子 白川茉莉、津熊健德 中島美子、北村淳一                          | OMOCAT         |
| 第2話  |          | 爆米花危機 | 高橋奈津子 渡邊大輔   | 前島健一   | 村山靖     | 德川惠梨、Shin Hyung Sik 那須野文、永井泰平 Kim Iin Young、Lee Deok Ho 舛井一平 |                |
| 第3話  |          | 可麗餅渴望 | 成田順 高橋奈津子     | 宇根信也   | 宇根信也   | 加藤壯、福田瑞穗                                                                | YUtuKI         |
| 第4話  |          | 冰淇淋狂熱 | 渡邊大輔 高橋奈津子   | 石井久志   | 秦義人     | 那須野文、谷津美彌子 永井泰平、舛井一平 Lee Deok Ho、大塚亨 山本徑子            |                |
| 第5話  |          | 軟糖替身   | 菅原雪繪              | 濁川敦     | 濁川敦     | 中島美子、飯飼一幸 鷲田敏彌、小林利充 梶浦紳一郎、津熊健德                      | mashiyu        |
| 第6話  |          | 棉花之心   | 成田順 高橋奈津子     | 前島健一   | 神原俊昭   | 那須野文、Kim Iin Young 永井泰平、Shin Hyung Sik 大塚亨、Lee Sang Lin 野上慎也  | RIHO KUROKAWA  |
| 第7話  |          | 櫻餅憂鬱   | 大草芳樹 高橋奈津子   | 島津裕行   | 黑田幸生   | 松下順子、白川茉莉 中島美子、小林雅和 川上遙、花輪美幸 STUDIO MASSKET           | Yuki           |
| 第8話  |          | 夢幻可麗餅 | 大久保昌弘            | 前島健一   | 村山靖     | 那須野文、熊谷香代子 永井泰平、菊地華子 山崎輝彥、丸英男 白川茉莉               |                |
| 第9話  |          | 苦味糖果   | 成田順                | 石井久志   | 鈴木孝聰   | 伊藤真理子                                                                      |                |
| 第10話 |          | 蘑菇女皇   | 大草芳樹              | 前島健一   | 久保山英一 | 松本勝次、加藤壯 福田瑞穗                                                       | hima://KAWAGOE |
| 第11話 |          | 炸蝦走逃   | 大久保昌弘 高橋奈津子 | 山內東生雄 | 秦義人     | 那須野文、I-cube                                                                | NC帝國         |
| 第12話 |          | 再見了聖代 | 高橋奈津子            | 島津裕行   | 山口美浩   | 鷲田敏彌、熊谷香代子 菊地華子、小林雅和 白川茉莉、丸英男                        | 田中麥         |

### 播放平台
日本深夜動畫：下文記載的日本国内播放時間使用日本標準時間（UTC+9）表示。因為部分時間标识會採用30小时制，因此請留意这类超过24:00的时间，其實際播放時間為翌日清晨。
| 播放地區 | 播放電視台 | 播放日期                     | 播放時間                  | 所屬聯播網 | 備註                |
| -------- | ---------- | ---------------------------- | ------------------------- | ---------- | ------------------- |
| 東京都   | TOKYO MX   | 2017年10月5日－12月21日      | 星期五 22時00分－22時30分 | 獨立局     | －                  |
| 日本全國 | BS富士     | 2017年10月9日－12月25日      | 星期一 24時00分－24時30分 | BS放送     | 『ANIME GUILD』時段 |
| 日本全國 | AT-X       | 2017年12月13日－2018年3月7日 | 星期三 21時00分－21時30分 | CS放送     | 有重播              |

網路電視則是由日本AbemaTV、Crunchyroll；台灣巴哈姆特動畫瘋；中國bilibili於日本時間2017年10月4日至12月20日每週三晚間20時起在全世界同時發佈。

### 藍光&DVD
| 卷數 | 發行日期       | 收錄話數       | 規格編號   | 規格編號   |
| 卷數 | 發行日期       | 收錄話數       | 藍光       | DVD        |
| ---- | -------------- | -------------- | ---------- | ---------- |
| 1    | 2017年12月20日 | 第1話～第3話   | VPXY-71567 | VPBY-14663 |
| 2    | 2018年1月24日  | 第4話～第6話   | VPXY-71568 | VPBY-14664 |
| 3    | 2018年2月21日  | 第7話～第9話   | VPXY-71569 | VPBY-14665 |
| 4    | 2018年3月21日  | 第10話～第12話 | VPXY-71570 | VPBY-14666 |
| BOX  | 2018年3月21日  | 第1話～12話    | VPXY-71586 | VPBY-14687 |

## 外部連結
- 電視動畫「URAHARA」官方網站 （日語）
- 電視動畫「URAHARA」的X（前Twitter） （日語）
- PARK （页面存档备份，存于） （日語）－位於原宿所架設的店鋪網站。並以理都、琴子、麻里3人作為店鋪的形象角色。